# Ewixenbach
Der Ewixenbach ist ein rechter Zufluss zur Kleinen Erlauf bei Wang in Niederösterreich.
Der Ewixenbach, der im Oberlauf Steinbach genannt wird, entspringt am nördlichen Abhang des Runzelberges (953 m ü. A.) bei der Ortslage Mitterbauer und fließt nach Reinsberg ab, wo links zunächst der Lueggraben einfließt, bei Schaitten von rechts der Osterbergbach und gleich danach von links der Schwarzreithgraben, bis das Gewässer den Namen Ewixenbach erhält. Bald befindet sich hier auch die Streusiedlung Ewixen, wo als linker Zubringer der Breitensteinbach einmündet und später der Lonitzgraben von rechts einfließt. Knapp vor Wang mündet der Bach rechts in die Kleine Erlauf. Sein Einzugsgebiet umfasst 28,3 km² in großteils bewaldeter Landschaft.